# Gál Tamás (bölcsész)
Gál Tamás (Kanta, Erdély, 1721. augusztus 15. – Kanta, 1814. június 9.) bölcseleti és teológiai doktor, minorita rendi szerzetes.

## Élete
1741. augusztus 10-én a minorita rendbe lépett; tanított kisebb iskolákban; végül gimnáziumi tanár volt Kantán.

## Munkája
- A római catholica ecclesiának igazsága egy bizonysággal erősíttetik és bizonyíttatik. Kolozsvár, 1753

Horányi szerint De controversis fidei rebus dirimendis c. magyar munkája Kolozsvárt 1754-ben jelent meg; így idézi Sándor István is; e munka azonban egy az előbbenivel és hibás a nyomtatási év.